# 菅生健人
菅生健人（日语：／ Sugō Kento、1996年6月13日—），藝名（意謂「這個健人」），是一名日本創作歌手，出身於大阪府箕面市，現隸屬於blowout Inc。

## 經歷
菅生於1996年6月13日出生於日本大阪府箕面市，他有兩個兄弟；哥哥是演員兼歌手菅田將暉；弟弟是演員兼模特兒菅生新樹。他與新樹更於NHK晨間劇《御飯糰》中共演。
2015年，菅生搬到東京與兄長菅田將暉同住，並自期間於駒澤大學就讀。他加入名為「鳴声刺心」的無伴奏合唱團（アカペラサークル）後於多個無伴奏合唱團中活動。其中一個團體「ケミカルテット」，主要演唱迪士尼歌曲，該團體在全國無伴奏合唱比賽「A cappella Spirits」中連續兩年（2017年、2018年）獲得冠軍，並在全國各地舉辦演出，即使畢業後仍持續活動。
從2019年起，菅生以「一人無伴奏歌手」的身份開始在YouTube上活躍，僅用口音演奏歌曲。同年，他也參加了第70回NHK紅白歌合戰，擔任RADWIMPS在「天氣之子 紅白特別節目」中的合唱伴唱。2021年，他在「新迪士尼+慶典之夜」中為清水美依紗擔任合唱伴唱。2022年8月31日，菅生發佈了首支數位單曲《Tiny》，並公開了音樂錄影帶（MV）。他的第二首單曲《別死吧！》（死ぬな！）於2022年12月10日發行，並在接下來的五個月內持續登上Viral排行榜。該歌曲在串流平台上的總播放次數約為1400萬次，MV的觀看次數也超過1400萬次，並且進入了TikTok的熱門音樂排行榜Top 10，成為爆紅歌曲。
2024年2月14日，菅生在X（前Twitter）上宣布與長期交往的女性結婚。2024年5月27日，他發行了第六支單曲《樂意效勞》，並在2024年7月3日發布的"JAPAN Heatseekers Songs"排行榜中奪得第一名（統計期間為2024年6月24日至6月30日）。此外，這首單曲也首次進入Billboard JAPAN綜合單曲排行榜「JAPAN Hot 100」的前20名。MV則在YouTube排行榜（2024年6月28日至7月4日期間）中位列第二。由於社交媒體上的迴響，《樂意效勞》成為他迄今為止最成功的歌曲。這首歌在「Billboard Japan Hot 100」中排名第四，在Oricon公信榜上排名第七。
管生健人於第66回日本唱片大獎榮獲「最優秀新人賞」，並首度於年末的「紅白歌合戰」中出場。
他曾於2023年9月透過自己社交媒體帳戶公開透露自己患有雙相障礙，2025年1月1日，在出演完「第75回NHK紅白歌合戰」後不久便在社交媒體宣佈因雙相障礙引發躁狂發作，即時休止公開活動，其實在前一天演出完紅白之後當晚，他已在社交媒體上留言提及：
|  | ……前陣子滿偏向躁期的。 之後我會休息一段時間，來與反彈回來的鬱期抗鬥。 無論生活產生了多大的改變，我仍然會不禁出現「好想死」的想法，所以果然就是這種疾病吧。…… （） |

然而，他亦表示在活動休止期間仍會維持音樂創作。3月8日再於社交媒體中發放「搶救期結束的知會」的文章，內容說:「已經打敗了它，謝謝各位，請多多關注。」的發文，間接表示活動休止期已結束。事實上，在休止活動期間，菅生健人仍有出席少量的宣傳活動，也在FM東京維持着每周的節目主持。

## 音樂作品

### 單曲

#### 配信限定單曲
|     | 發布日期       | 標題                   | 規格     | 收錄專輯 | 備註                             |
| --- | -------------- | ---------------------- | -------- | -------- | -------------------------------- |
| 1st | 2022年8月30日  | Tiny                   | 數位下載 | 未收錄   |                                  |
| 2nd | 2022年12月10日 | 死ぬな!                | 數位下載 | 未收錄   |                                  |
| 3rd | 2023年4月16日  | ビバ・イナイイナイバァ | 數位下載 | 未收錄   |                                  |
| 4th | 2023年6月13日  | どんぐりGAME           | 數位下載 | 未收錄   |                                  |
| 5th | 2023年12月9日  | いろは                 | 數位下載 | 未收錄   |                                  |
| 6th | 2024年5月27日  | 樂意效勞               | 數位下載 | 未收錄   | MV由兼久和哉負責                 |
| 7th | 2024年10月14日 | もういいよ             | 數位下載 | 未收錄   | MV由マザえもん、弘田マサユキ負責 |

## 出演

### 綜藝節目
- 菅生健人の土木を知る（文化放送、2023年11月13日）[24]
- G-SHOCK presents 『THE MOMENT』（TOKYO FM、2024年10月4日 - ） - 電台主持人[25]

### 網路節目
- 菅生健人の土木を知る（東急建設（YouTube「こっちのけんと」）、2020年11月 - 2021年7月、2022年6月 - 2023年2月）

## 外部連結
- 官方网站
- 菅生健人的TikTok
- YouTube上的
- 菅生健人的X（前Twitter）
- 菅生健人的Instagram帳戶